# San Adrián (Navarra)
San Adrián es una villa y municipio español de la Comunidad Foral de Navarra, situado en la Merindad de Estella, en la Ribera del Alto Ebro. Su población en 2024 era de 6481 habitantes (INE).

## Símbolos

### Bandera
La bandera de San Adrián tiene la siguiente descripción: paño rectangular de proporciones 2/3 de color rojo con el escudo de San Adrián en sus esmaltes en el centro.

### Escudo
El escudo de armas de San Adrián tiene el siguiente blasón:

Trae de gules y una palma de oro terminada en una flor de lis del mismo metal, sumada en su base, de un lucero de ocho puntas y de un creciente ranversado de plata y sobre ellos dos castillos con dos torres de oro y una ventana mazonadas de azur.

La palma recuerda el antiguo nombre de la villa que fue San Adrián de las Palmas.

## Geografía

Ubicación del municipio de San Adrián en Navarra

La localidad de San Adrián está situada en la parte suroeste de la Comunidad Foral de Navarra, en la Ribera Alta de Navarra, en la margen izquierda del río Ebro, formando frontera con La Rioja con la cual se comunica mediante un puente, que la une con Calahorra.
Su término municipal tiene una superficie de 20,91 km² y limita al norte con el municipio de Andosilla, al sur con el de Azagra, al este con el de Peralta y al oeste con la comunidad autónoma de La Rioja. Se encuentra 75 km de la capital de la comunidad, Pamplona.
| Noroeste: Andosilla            | Norte: Andosilla | Nordeste: Peralta |
| Oeste: Calahorra (La Rioja)    |                  | Este: Peralta     |
| Suroeste: Calahorra (La Rioja) | Sur: Azagra      | Sureste: Azagra   |

### Relieve e hidrología
La localidad se encuentra entre dos ríos, el Ebro, y su afluente el Ega (razón por la que a sus habitantes se les conoce como aguachinaos), entre los que se extienden amplias bandas de terreno de aluvión. Una buena red de canales y acequias distribuyen las aguas para el riego mientras que el poco secano existente se destina primordialmente al espárrago.

### Clima
El clima es templado con características propias del clima mediterráneo continentalizado de la mitad septentrional de España . Sin embargo y aunque poco frecuentes, se dan extremos climáticos, llegando en invierno e incluso en primavera a producirse heladas y temperaturas que pueden llegar a los -6 °C, y en verano altas temperaturas que pueden llegar a los 38 °C a la sombra. Los vientos dominantes son el bochorno (caluroso) y el cierzo (frío).

## Historia

### Edad Antigua
Se cree que los romanos que pasaron por estas tierras edificaron aquí, por estrategia militar, una ciudadela.

### Edad Media
La localidad surgió a partir de una primera edificación que, según se tiene constancia, fue un monasterio bajo la advocación del mártir san Adrián. Este monasterio pasó después a ser la iglesia parroquial. En él se realizó la entrega de unas reliquias que la reina Urraca donó a su abad por (según se describe en una leyenda) haber recuperado la vista después de rezar con gran devoción a este santo. Este suceso dio lugar a las actuales fiestas patronales de la villa, que se celebran el 24 de julio y son denominadas Fiestas de las Santas Reliquias.
En 1434, Juan II liberó a la villa de la mitad de las ayudas y cuarteles que debía entregarle, a condición de que se ocupase del mantenimiento de los muros del castillo. También diez años más tarde, el mismo rey donó a Sancho de Vergara las pechas, rentas y derechos de trigo y cebada, mercedes que fueron ampliadas trece años después por su hija la reina Leonor de Foix, en consideración al gran comportamiento de este Sancho durante la guerra contra Enrique II de Castilla. En 1493, don Luis de Beaumont tomó San Adrián junto con su castillo con 400 o 500 hombres, y se llevó preso a Sancho de Vergara, quien fue soltado tres meses después por intercesión de rey de Castilla. El de Beaumont conservó para sí la villa, recurriendo el despojo y obteniendo la correspondiente satisfacción en sentencia de 1494. No obstante esto, al año siguiente aparece la localidad como perteneciendo al Condado de Lerín. E incluso, en 1511, recibe Luis de Beaumont las pechas de 100 cahíces de trigo.

### Edad Moderna
En el siglo XVII, Carlos II crea el Marquesado de San Adrián a nombre de don Joaquín de Magallón Beaumunt. Este título se refuerza más adelante con el de "ricohombre" y, ya en 1802, el V Marqués (inmortalizado en una pintura de Goya que se encuentra en el Museo de Navarra) recibe honores y tratamiento de grande de España.

### Edad Contemporánea
Tras la irrupción del liberalismo en el siglo XIX, el marquesado perdió importancia política, aunque en el aspecto económico su incidencia siguió siendo notable hasta el siglo XX, cuando la familia era dueña de la central eléctrica y de unas cincuenta fincas. Su administrador Fructuoso Muerza las dejó en arriendo a los campesinos del pueblo. Tuvo igualmente presencia económica y relación con la villa la familia Zalduendo de Caparroso, que llegó a poseer tantos bienes como los que poseía el marqués. Joaquín de Marichalar fue quien, desde el palacio que lleva su nombre, administró los bienes de Zalduendo.
La población actual de San Adrián se distribuye por la llanura alrededor de la nueva iglesia parroquial, inaugurada en 1968. El municipio es en la actualidad un complejo industrial importante de la Ribera de Navarra, iniciado a comienzos del siglo XX y consolidado a partir de 1920. El continuo incremento poblacional derivado de esta pujanza industrial hizo que San Adrián superara en población a Lodosa en la década de 1960, desplazando a este municipio del puesto de localidad más poblada de la Ribera del Alto Ebro que históricamente había ostentado.

## Demografía
San Adrián cuenta con una población de 6481 habitantes (INE 2024).
| Gráfica de evolución demográfica de San Adrián entre 1842 y 2021                                                    |
| |
| Población de derecho según los censos de población del INE Población de hecho según los censos de población del INE |

## Administración y política

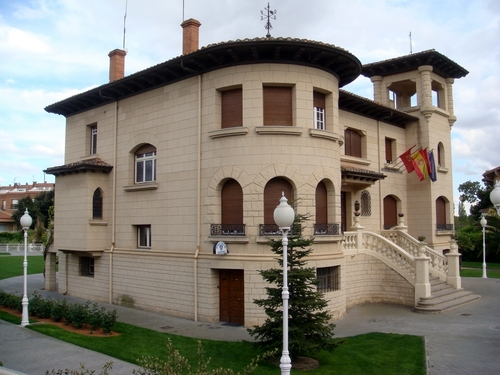
Ayuntamiento de San Adrián

La administración política se realiza a través de un ayuntamiento de gestión democrática cuyos componentes se eligen cada cuatro años por sufragio universal desde las primeras elecciones municipales tras la reinstauración de la democracia en España, en 1979. El censo electoral está compuesto por los residentes mayores de 18 años empadronados en el municipio, ya sean de nacionalidad española o de cualquier país miembro de la Unión Europea. Según lo dispuesto en la Ley Orgánica del Régimen Electoral General, que establece el número de concejales elegibles en función de la población del municipio, la corporación municipal está formada por 13 concejales. La sede del Ayuntamiento de San Adrián está situada en la avenida de Navarra, 7.
| Periodo   | Nombre                       | Partido | Partido                                  |
| --------- | ---------------------------- | ------- | ---------------------------------------- |
| 1995-1999 | Emilio Ignacio Ruiz Lorente  |         | Partido Socialista de Navarra (PSN-PSOE) |
| 1999-2003 | Jesús Ángel Mendaza Madorrán |         | Unión del Pueblo Navarro (UPN)           |
| 2003-2007 | Emilio Ignacio Ruiz Lorente  |         | Partido Socialista de Navarra (PSN-PSOE) |
| 2007-2011 | Carlos Monasterio Muro       |         | Unión del Pueblo Navarro (UPN)           |
| 2019-2015 | Emilio Cigudosa García       |         | Partido Socialista de Navarra (PSN-PSOE) |
| 2023-act. | Marta Ezquerra               |         | Unión del Pueblo Navarro (UPN)           |

| Partido político                                                  | 2019               | 2019               | 2015  | 2015       | 2011  | 2011       | 2007  | 2007       | 2003  | 2003       | 1999  | 1999       | 1995  | 1995       | 1991  | 1991       |
| Partido político                                                  | %                  | Concejales         | %     | Concejales | %     | Concejales | %     | Concejales | %     | Concejales | %     | Concejales | %     | Concejales | %     | Concejales |
| Partido Socialista de Navarra (PSN-PSOE)                          | 74,18              | 10                 | 51,82 | 8          | 36,13 | 6          | 38,47 | 5          | 48,61 | 7          | 43,64 | 6          | 39,08 | 6          | 43,00 | 6          |
| Navarra Suma (NA+)                                                | 23,39              | 3                  | —     | —          | —     | —          | —     | —          | —     | —          | —     | —          | —     | —          | —     | —          |
| Unión del Pueblo Navarro (UPN)                                    | Navarra Suma (NA+) | Navarra Suma (NA+) | 22,74 | 4          | 31,98 | 5          | 37,16 | 5          | 33,11 | 5          | 34,37 | 5          | 36,48 | 5          | 14,96 | 2          |
| Partido Popular (PP)                                              | Navarra Suma (NA+) | Navarra Suma (NA+) | 4,88  | 0          | 7,56  | 1          | —     | —          | —     | —          | —     | —          | —     | —          | —     | —          |
| Agrupación Electoral Independiente por Nuestro San Adrián (IPNSA) | —                  | —                  | 12,94 | 1          | 11,80 | 1          | 15,64 | 2          | 12,92 | 1          | 15,1  | 2          | 15,66 | 2          | 20,63 | 2          |
| Derecha Navarra y Española (DNE)                                  | —                  | —                  | —     | —          | 5,79  | 0          | —     | —          | —     | —          | —     | —          | —     | —          | —     | —          |
| Izquierda-Ezkerra (I-E)                                           | —                  | —                  | —     | —          | 4,70  | 0          | 6,76  | 1          | 3,12  | 0          | 4,73  | 0          | —     | —          | —     | —          |
| Independientes de Navarra (IN)                                    | —                  | —                  | —     | —          | —     | —          | —     | —          | —     | —          | —     | —          | 6,45  | 0          | —     | —          |
| Centro Democrático y Social (CDS)                                 | —                  | —                  | —     | —          | —     | —          | —     | —          | —     | —          | —     | —          | —     | —          | 20,7  | 3          |

## Cultura

### Patrimonio

#### Monumentos civiles
- Casa consistorial y jardines
- Jardines Casa Nostra

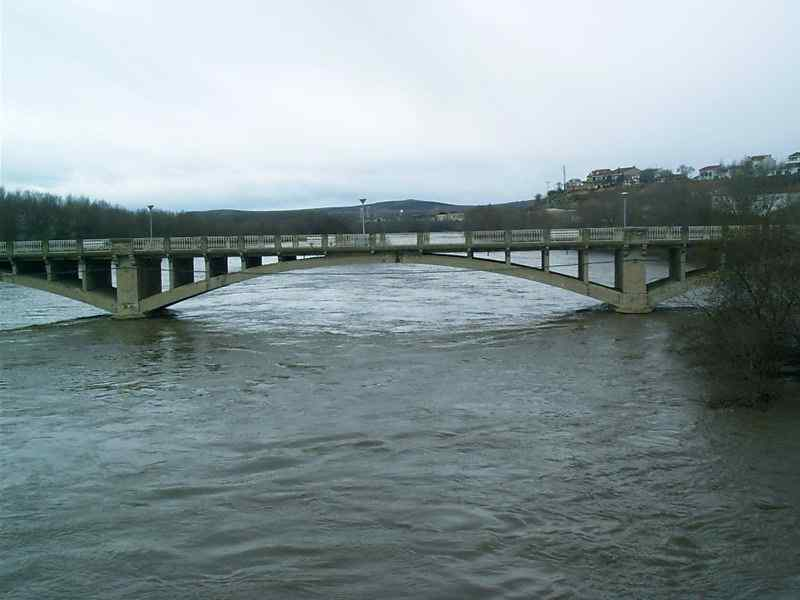
Puente viejo. Se puede apreciar el gran caudal del río Ebro tras una crecida

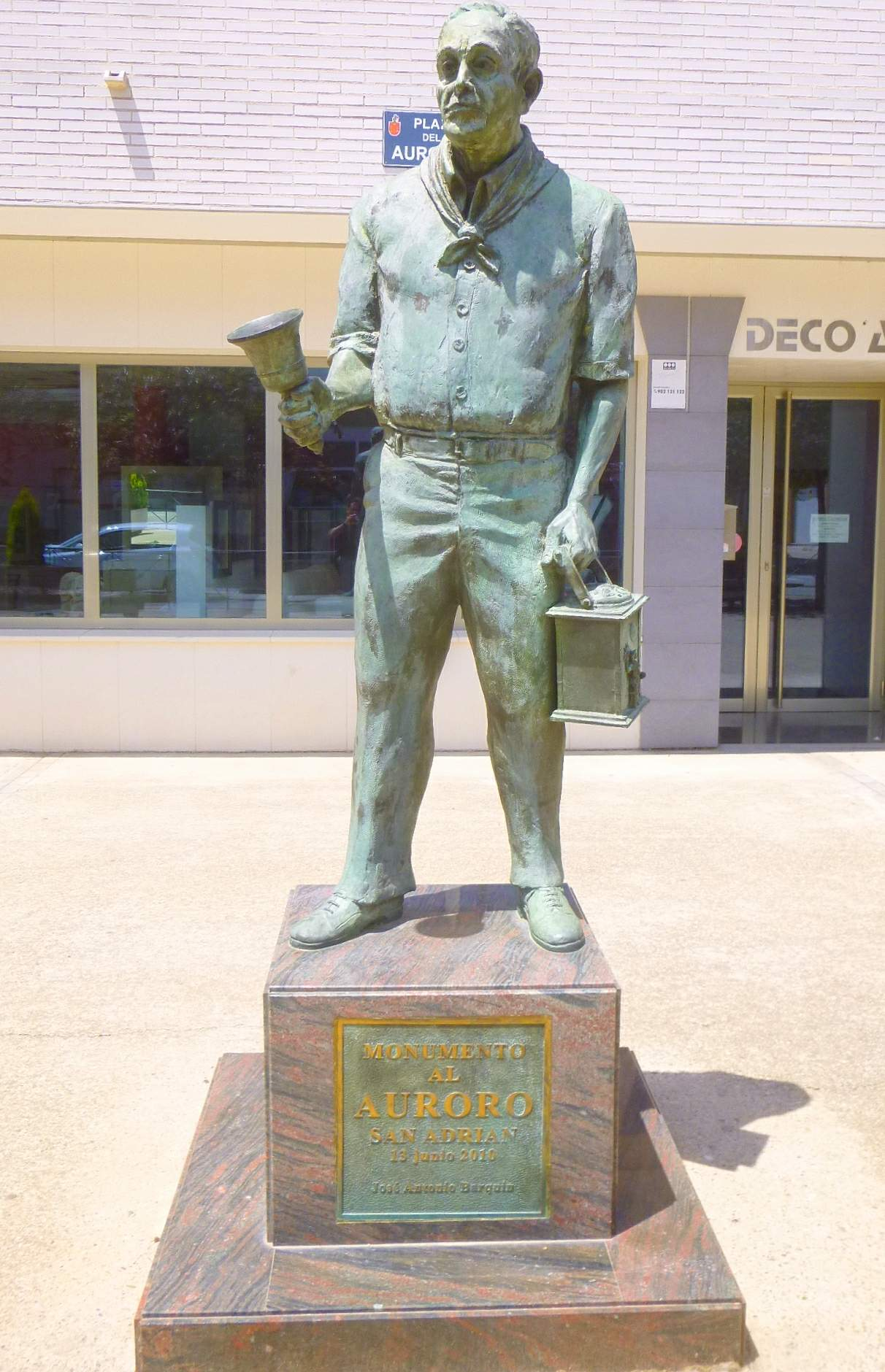
Monumento al auroro

- Los puentes viejos sobre el río Ebro y sobre el río Ega
- Chimenea de Industrias Muerza: situada en la plaza Fructuoso Muerza
- Monumento al Auroro: situado entre las calles Princesa, avenida de Navarra y San Francisco Javier
- Bodegas Luis Gurpegui Muga: bodegas de vino DOCa Rioja desde 1872

#### Monumentos religiosos
- Antigua parroquia de la Virgen de la Palma.
- Parroquia de San Adrián
- El Calvario: situado en la Calle de Gayarre
- Magdalena Aulina: en los Jardines del Antiguo Colegio Casa Nostra

### Fiestas
- Fiestas de Invierno: Son del 1 al 6 de enero. En ellas se realiza el certamen Pop-Rock "Villa de San Adrián" en la Sala Luyber y con los conciertos del Casino Español.
- Fiestas Patronales: Se celebran en honor de las Santas Reliquias, del 24 al 30 de julio. Entre los actos que se realizan destacan: charangas, verbenas, los organizados por las 3 peñas : El Bombo, El Follón y El Moscón, novilladas, gigantes, joteros, encierros de novillos, etc.
- Fiestas Pequeñas: se celebran en honor de los patronos de la localidad, San Adrián y la Virgen de la Palma, los días 7 y 8 de septiembre. Los principales actos de estas fiestas son los juegos callejeros y el mercado medieval, entre otros.[7]

## Ciudades hermanadas
- Callosa de Segura (Alicante)[8]
- San Adrián de Besós (Barcelona)[8]